# Stripfestival Middelkerke
Le Stripfestival Middelkerke (Festival de bande dessinée de Middelkerke) est un festival de bande dessinée qui a lieu chaque année pendant les mois d'été à Middelkerke. 

## Histoire
Le festival est créé par Norbert Declercq poussé par son fils Thierry en 1986. Dès 1987, il décerne un prix d'honneur aux auteurs de bande dessinée. Ce prix est renommé Crayon d'or dès 1996. Un prix des débutants sous l'appellation Rookie voit sa création en l'an 2000. Il est contrebalancé par le prix De tijd van Toen [« Le Temps d'alors »] attribué aux artistes dont l'œuvre foisonnante a disparu de l'actualité. Un dernier prix du roman graphique est attribué une seule fois à Judith Vanistendael en 2010 pour De maagd en de Neger.   
L'édition ultime du festival s'est déroulée en avril 2023.

## Évènements annexes

Statues de bandes dessinées de Middelkerke
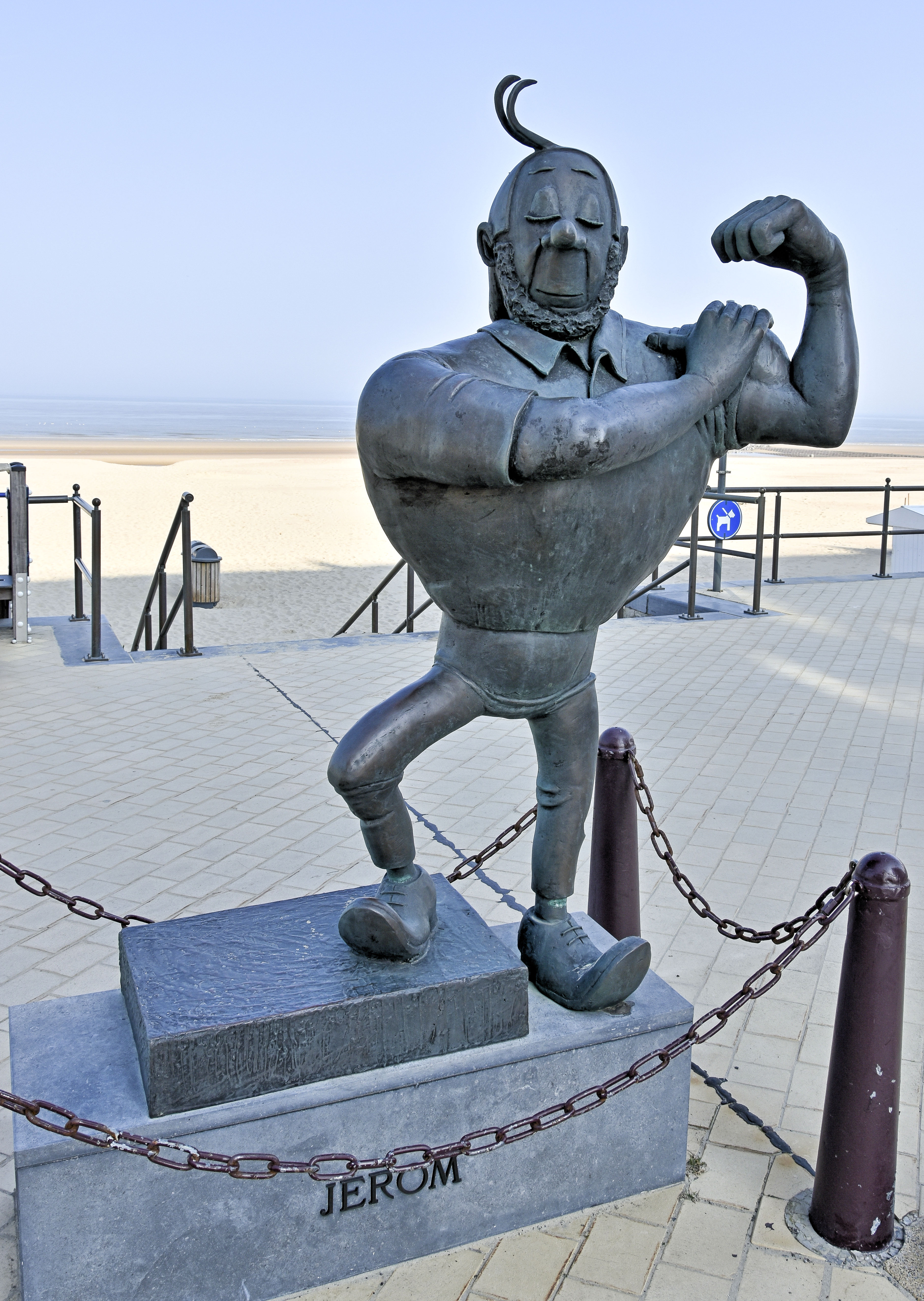
Jérôme
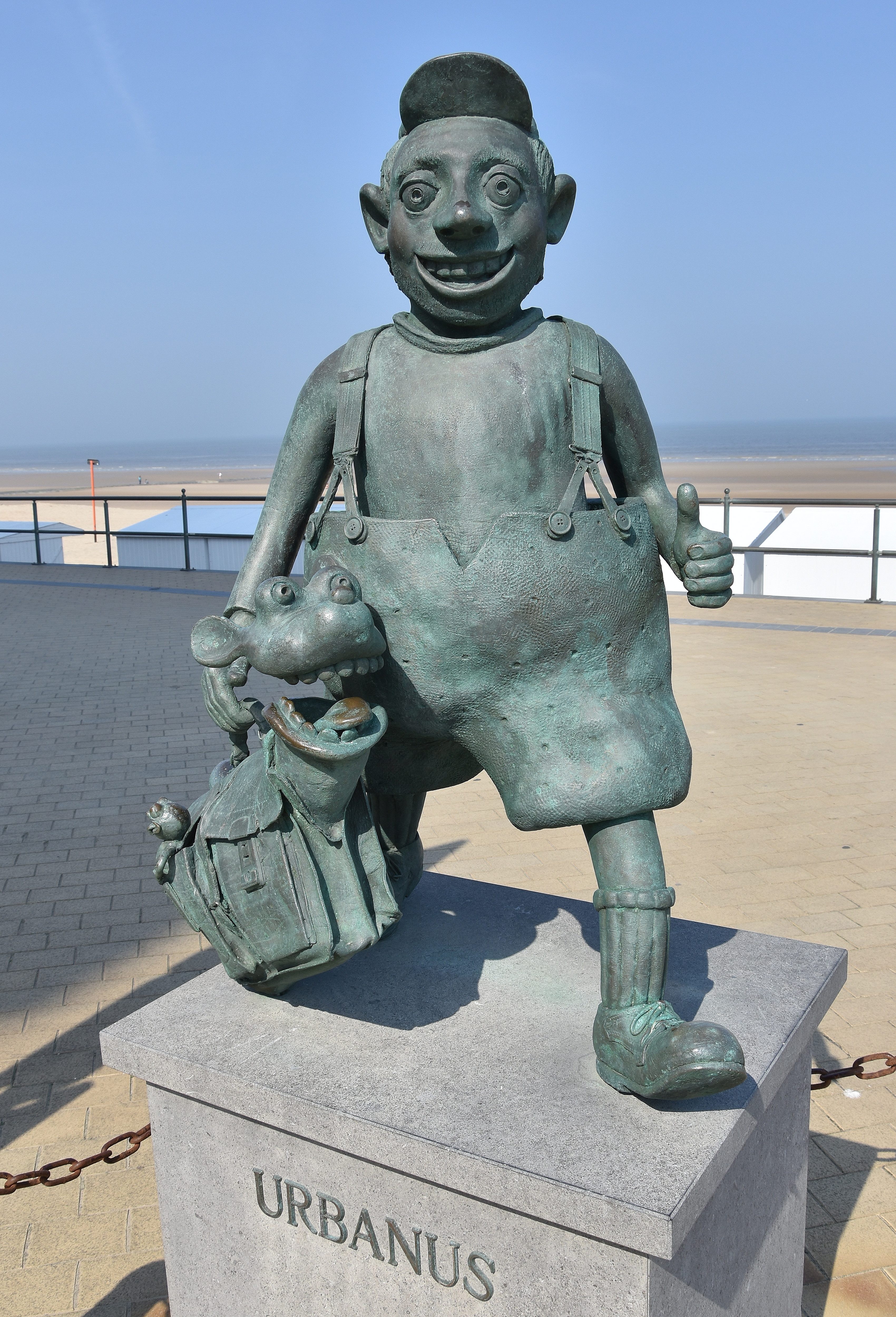
Urbanus
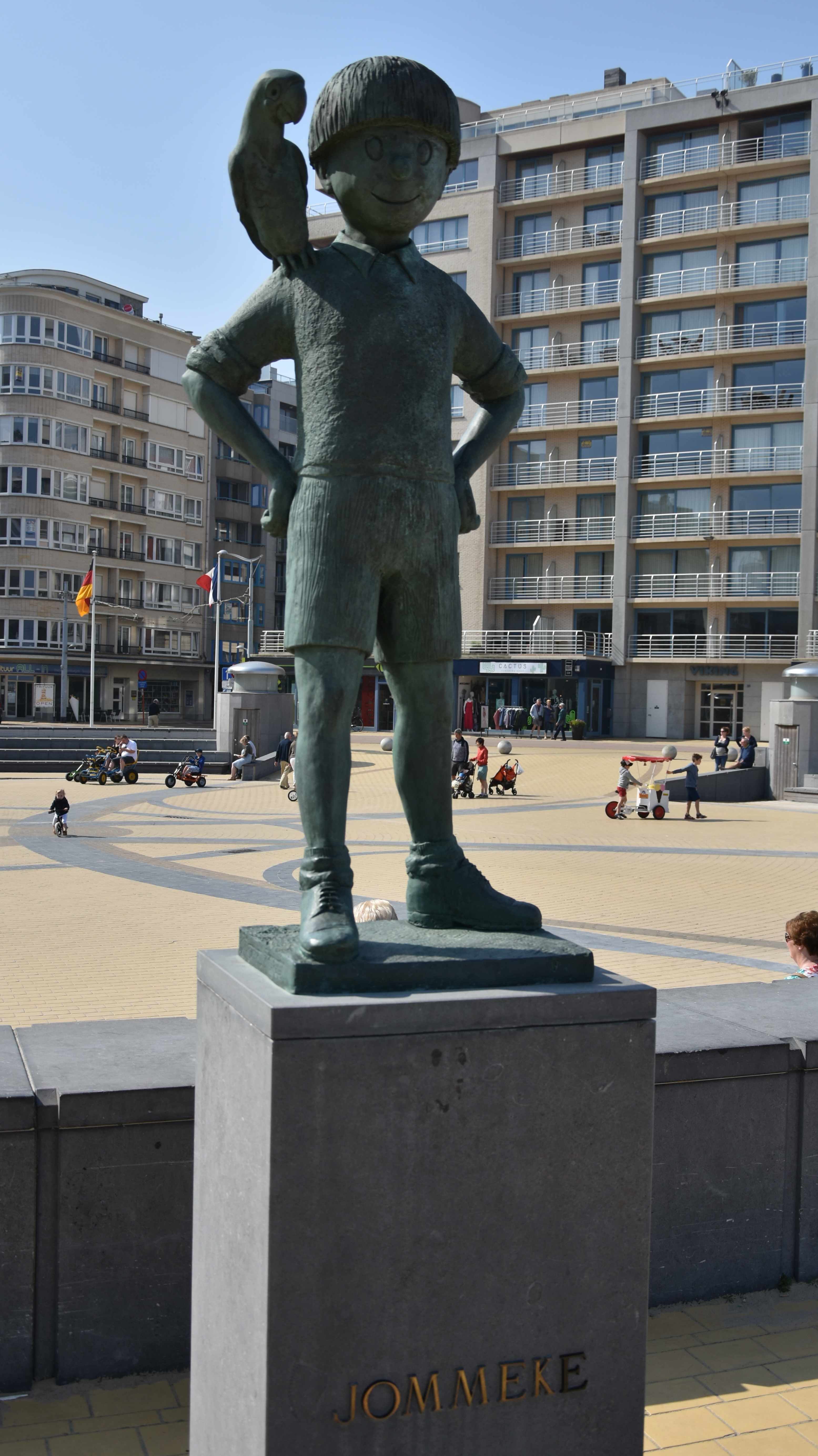
Jommeke
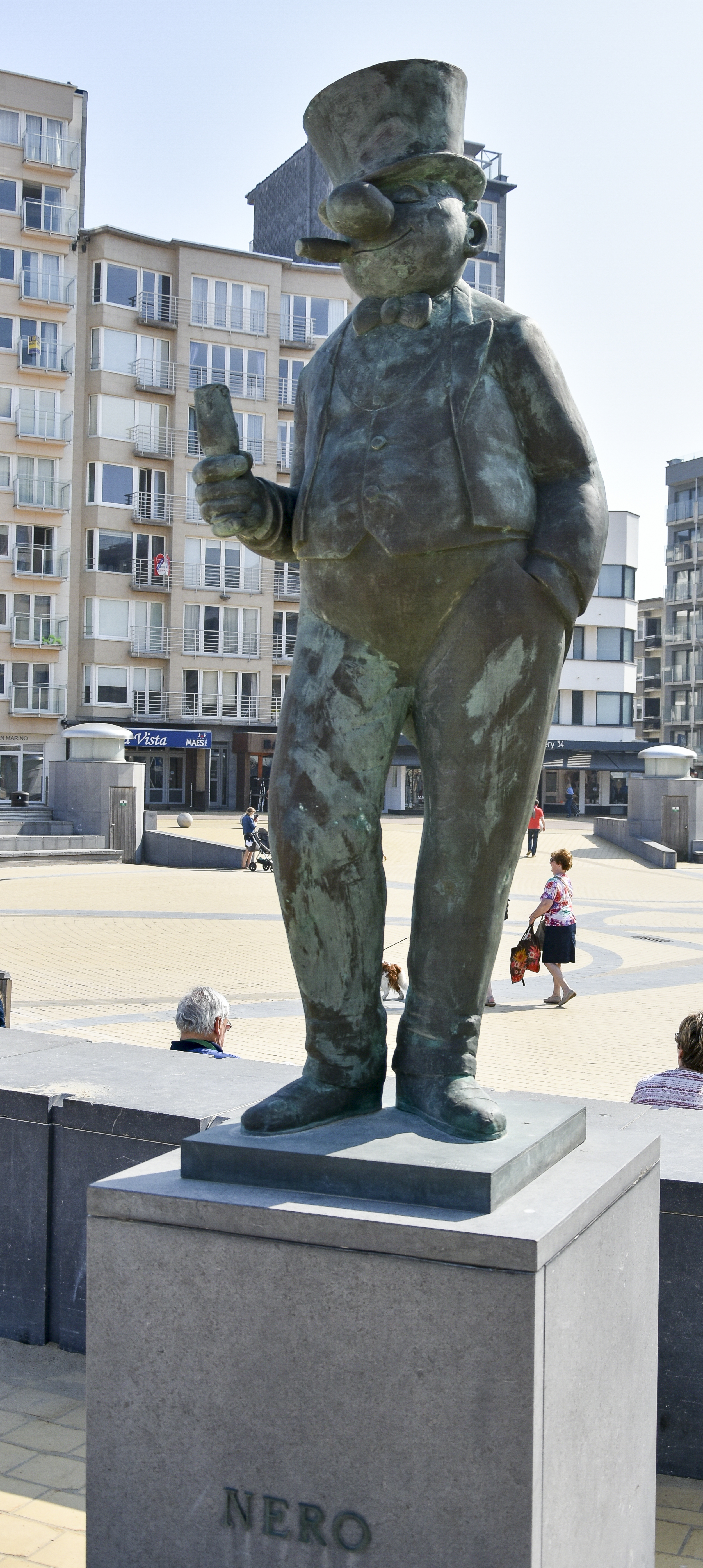
Néron
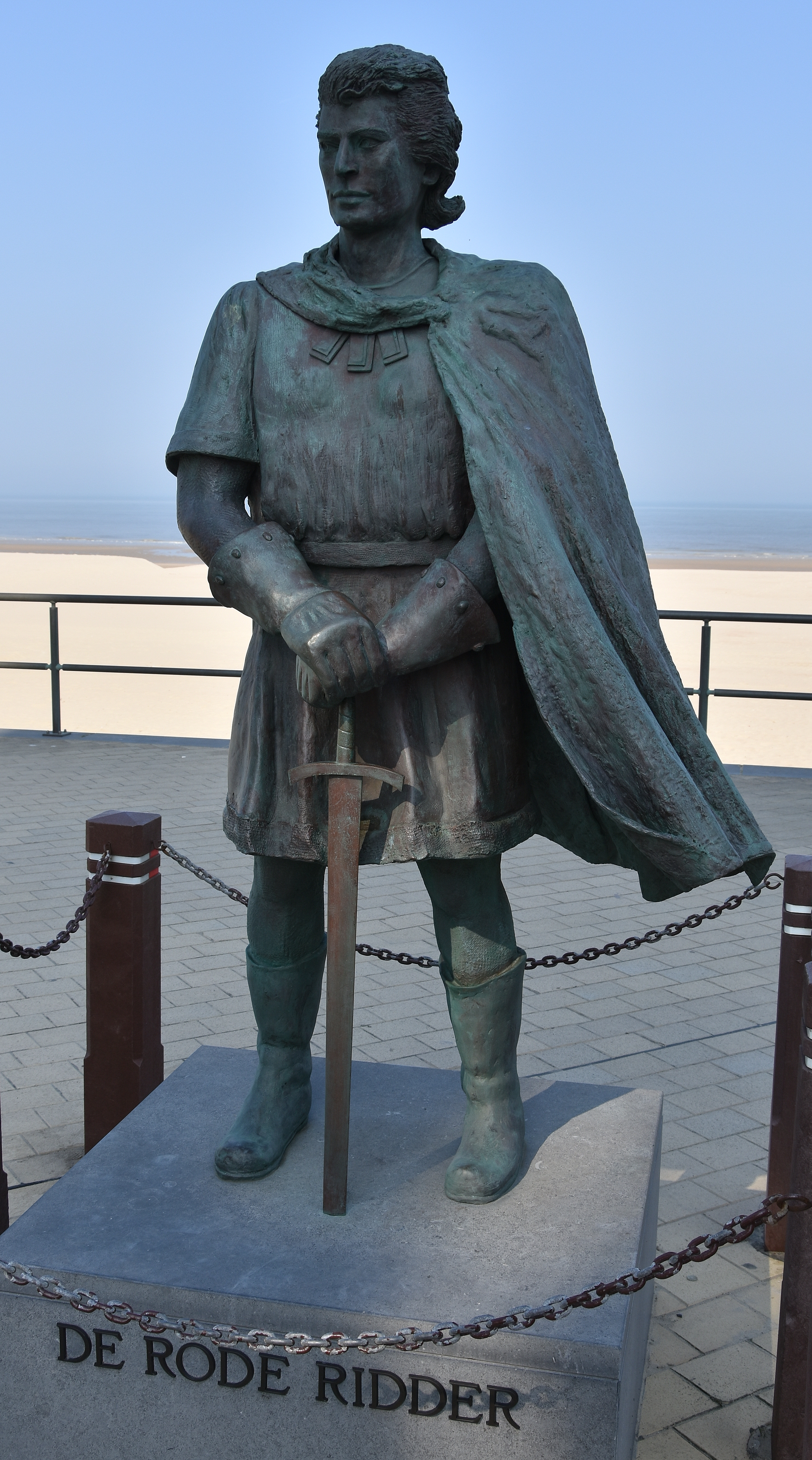
Le Chevalier rouge
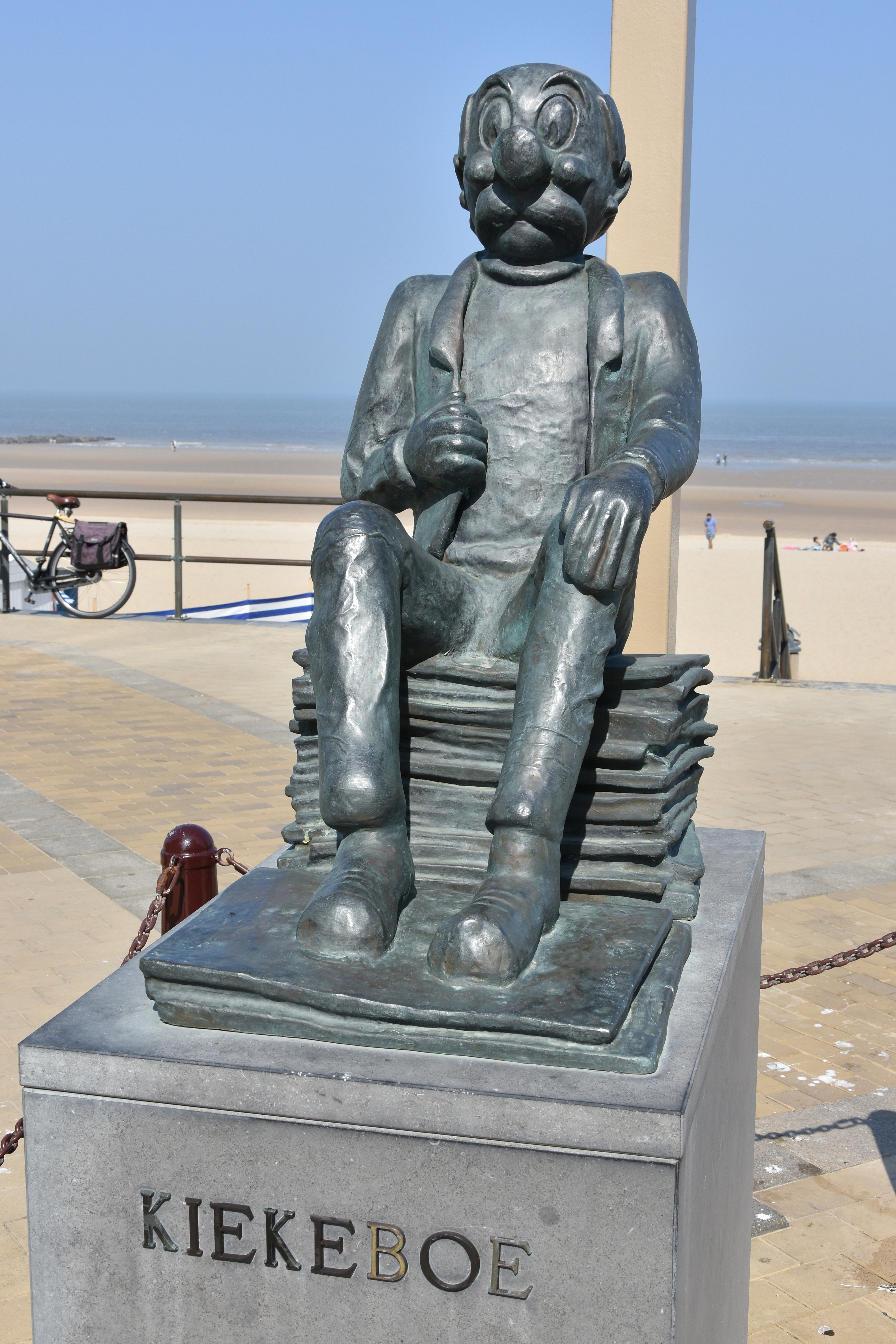
Marcel Kiekeboe

Des statues de bandes dessinée sont présentes sur la digue de Middelkerke et des éditions spéciales de bandes dessinées sont publiées chaque année.